# 1991 PP11
1991 PP11 är en asteroid i huvudbältet som upptäcktes den 9 augusti 1991 av den amerikanske astronomen Henry E. Holt vid Palomarobservatoriet.
Asteroiden har en diameter på ungefär 6 kilometer.